# Baveno
Baveno är en ort och kommun i provinsen Verbano Cusio Ossola i regionen Piemonte i Italien på västra stranden av Lago Maggiore. Kommunen hade 4 919 invånare (2018).
Baveno har varit en betydande kur- och turistort, och är berömd för sina granitbrott.